# Gioseffo Guami
Gioseffo Guami, o Guammi, talvolta indicato anche come Giuseppe, (Lucca, 1540 circa – Lucca, 1612), è stato un compositore, organista e cantante italiano, del tardo rinascimento, esponente della scuola veneziana. Fu prolifico compositore di madrigali e musica strumentale e considerato uno dei maggiori organisti italiani del tardo XVI secolo. Fu anche uno dei principali insegnanti di Adriano Banchieri.

## Biografia
Era fratello del compositore lucchese Francesco Guami. Poco si conosce sui primi anni della sua vita, ma si sa che ricevette le prime nozioni musicali, nel 1561, nella cappella musicale della Basilica di San Marco a Venezia, una delle più prestigiose istituzioni musicali in Italia in quel tempo. Li studiò con Adrian Willaert e Annibale Padovano, mentre era cantore nella cappella. 
Nel 1568 lasciò Venezia per recarsi in Baviera, invitato ad assumere il compito di primo organista alla corte di Alberto V di Baviera, dove operava il compositore Orlando di Lasso, maggior esponente della scuola fiamminga. Nei primi anni del 1570 tornò in Italia, sia pure temporaneamente, accompagnandovi Orlando di Lasso. Venne assunto come organista a Lucca nel 1574 dove si sposò con Ortensa di Jacopo Bedini dalla quale avrà tre figli anch'essi musicisti ed ivi rimase fino al 1582 o forse anche dopo. 
Nel 1585 assunse il ruolo di maestro di cappella a Genova. I precisi dettagli dei suoi movimenti non sono noti fino al suo ritorno a Venezia, ma è certo che acquisì fama di organista e compositore.
Nel 1588 venne nominato primo organista della Basilica di san Marco (dove vi erano due organisti, che operavano anche come compositori, sotto la direzione del maestro di cappella, che in quel tempo era Gioseffo Zarlino). Alla morte di Zarlino Guami tornò a Lucca, probabilmente in quanto non nominato successore di Zarlino. 
Qui venne nominato organista della cattedrale, posto che ricoprì fino alla morte.

## Opere
Le opere di Guami subirono l'influenza dello stile di Willaert, suo insegnante a San Marco, di Cipriano de Rore, e successivamente di Orlando di Lasso, possibilmente in quanto i due potessero essere stati amici mentre prestavano servizio entrambi a Monaco di Baviera e viaggiarono spesso assieme. Nell'ambito della musica profana, fece un uso non comune del cromatismo e della modulazione fra note distanti, senz'altro influenzato da Nicola Vicentino.
Guami scrisse anche numerose canzoni strumentali. Più probabilmente scrisse musica per organo andata smarrita (solo un pezzo è pervenuto a noi in una collezione di Girolamo Diruta). Le canzoni erano scritte secondo lo stile alla moda, antifonale, ornato, con l'utilizzo di materiale completamente diverso in diverse sezioni tematiche, ma contengono un insolito livello di sviluppo dei motivi per la musica pre-barocca.
Guami fu anche un rinomato insegnante, avendo come allievo Adriano Banchieri, uno dei compositori chiave nel periodo di transizione verso la musica barocca. Vincenzo Galilei, il teorico musicale progressista, liutista, e padre di Galileo Galilei, scrisse sulla musica, sul talento e la fama di Guami.